# Diecezja Ales-Terralba
Diecezja Ales-Terralba(łac. Diœcesis Uxellensis-Terralbensis) – diecezja Kościoła rzymskokatolickiego we Włoszech, a dokładniej na Sardynii. Została erygowana w VII wieku jako diecezja Ales (Uselli). W 1503 roku połączyła się z diecezją Terralba i przyjęła nazwę diecezji Ales i Terralby. Podczas reformy administracyjnej Kościoła włoskiego, która weszła w życie 30 września 1986 roku, spójnik "i" w nazwie został zastąpiony dywizem. Jest jedną z dwóch diecezji metropolii Oristano. Od 3 lipca 2021 diecezja pozostaje w unii in persona episcopi z archidiecezją Oristano.

## Główne świątynie
- Katedra: Katedra świętych Piotra i Pawła w Ales
- Konkatedra: Konkatedra św. Piotra Apostoła w Terralbie